# احمد یاقوتی
احمد یاقوتی (زادهٔ ‎۱۰ شهریور ۱۳۳۰) بازیکن واترپلو اهل ایران بود.
وی در مسابقات کشوری و بین‌المللی در مجموع برندهٔ ۱ مدال طلا شده‌است.